# Gilleasbuig Grannda (barde écossais)
 (juillet 2019).
Gillesbuig Grannda, ou Archibald Grant en anglais, était un barde gael, né en 1785 et originaire d'Aonach, dans le Gleann Moireastain (Glenmoriston).

## Œuvre
Une partie de l'œuvre de Gillesbuig Grannda a été conservée dans un recueil de chansons publié à Inbhir Nis (Inverness) en 1863 : Dàin agus òrain, le Gilleasbuig Grannda, Bàrd Glinnemoireasdain.